# 영락대전

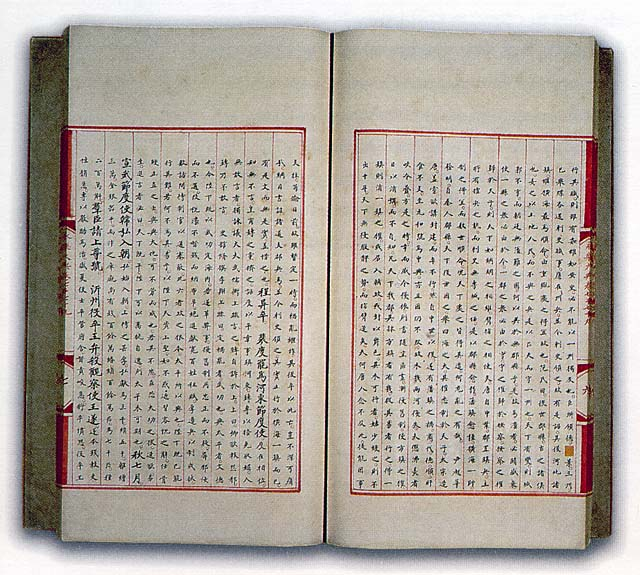
1403년판 영락대전

영락대전(永樂大典)은 명의 황제 영락제의 명에 의해 편찬된 중국의 칙찬 유서(類書)이다.

## 연혁
- 1404년 문헌대성(文獻大成) 완성
- 1407년 영락대전으로 명칭 변경, 사본(寫本)으로 정본(正本) 1부를 제작
- 1562년 부본(副本) 1부 제작
- 명조 말기에 혼란으로 화재와 도난 등으로 소실됨. 정본 1부(1407)를 제외하고 원본과 부본은 소실되었음.
- 청조 사고전서 편찬 중에 참조됨.
- 1860년 영국, 프랑스군에 의한 애로호 사건으로 약탈 및 소실.
- 1909년 의화단 운동 등으로 소실을 입음.

## 내용
경사자집(經史子集), 제자백가, 천문, 음양, 의복(醫卜), 승도(僧道), 기예 등의 여러 책들을 수집하여 홍무정운에 따른 운자의 순서에 따라 배열하였다.

## 참조
두산백과사전: 영락대전